# Оттон I (герцог Каринтії)
Оттон I (нім. Otto I.; бл. 948 — 4 листопада 1004) — герцог Каринтії в 978—985 і 1002—1004 роках.

## Життєпис
Походив з Салічної династії. Син Конрада I, герцога Лотарингії, та Лютгарди (доньки Оттона I, імператора Священної Римської імперії). Народився близько 948 року. 955 року його батько загинув у війні з угорцями. Успадкував графства Наегау, Вормсгау, Шпаєргау, Ельзенцгау, Крайхгау, Енцгау, Пфлінцгау, Уфгау.
Був вірним прихильником свого діда Оттона I і вуйка Оттона II. Відзначився під час придушення повстання трьох Генріхів: Генріха II, колишнього герцога Баварії, Генріха I, герцога Каринтії, Генріха I, єпископа Аугсбургу. На дяку 978 року отримав герцогство Каринтію. Сам Оттон I передав старшому сину Генріху графства Вормсгау і Шпаєргау. У 977 році фундував монастир Св. Ламберта в Шпаєргау.
У 985 році після того, як Генріх I з регенткою Феофано при малолітньому імператорові Оттоні III, той повернув собі Каринтію. Натомість Оттон I зберіг титул герцога (титулювався як герцог Вормський), отримав маркграфство Веронське, що було відділено від Каринтійського герцогства, а також королівський пфальц в Лаутерні та маєтності Вайссенбурзького абатства.
1000 року заснував абатство Зінсгайм. 1002 року після смерті Оттона III низка феодалів висунула його кандидатуру на трон, але Оттон I відмовився. На дяку за це король Генріх II повернув йому Каринтію. 1003 року очолив похід проти Ардуїна I, короля Італії, що завершилася поразкою німецького війська у битві на річці Брента. 1004 року Оттон I був учасником походу на чолі із самим королем Генріхом II, що був успішним. Помер того ж року.

## Родина
Дружина — Юдит Баварська
Діти:
- Генріх ((970—989/995), граф Вормсгау і Шпаєргау
- Бруно (973—999), папа римський під ім'ям Григорій V
- Конрад (975—1011), герцог Каринтії
- Вільгельм (д/н—1046/1047), єпископ Страсбургу